# Altica pontica
Altica pontica es una especie de coleóptero de la familia Chrysomelidae. Fue descrita científicamente por primera vez en 1925 por Ogloblin.